# Han-devant-Pierrepont
Pour les articles homonymes, voir Han et Pierrepont.
Han-devant-Pierrepont est une commune française située dans le département de Meurthe-et-Moselle, en région Grand Est.

## Géographie
Han-devant-Pierrepont se trouve dans le nord-est de la France, dans le département de Meurthe-et-Moselle.

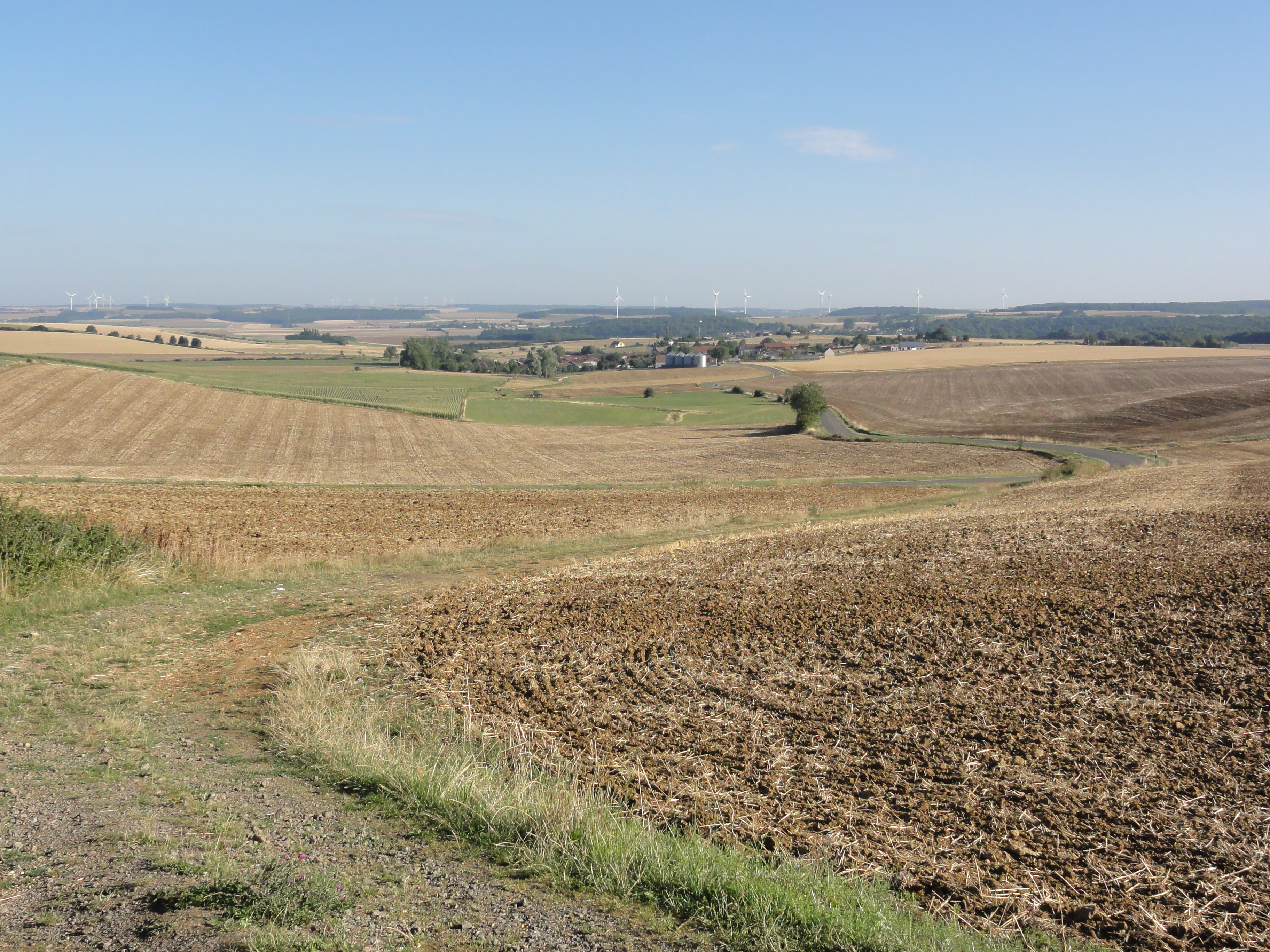
Paysage avec vue sur Han-devant-Pierrepont.
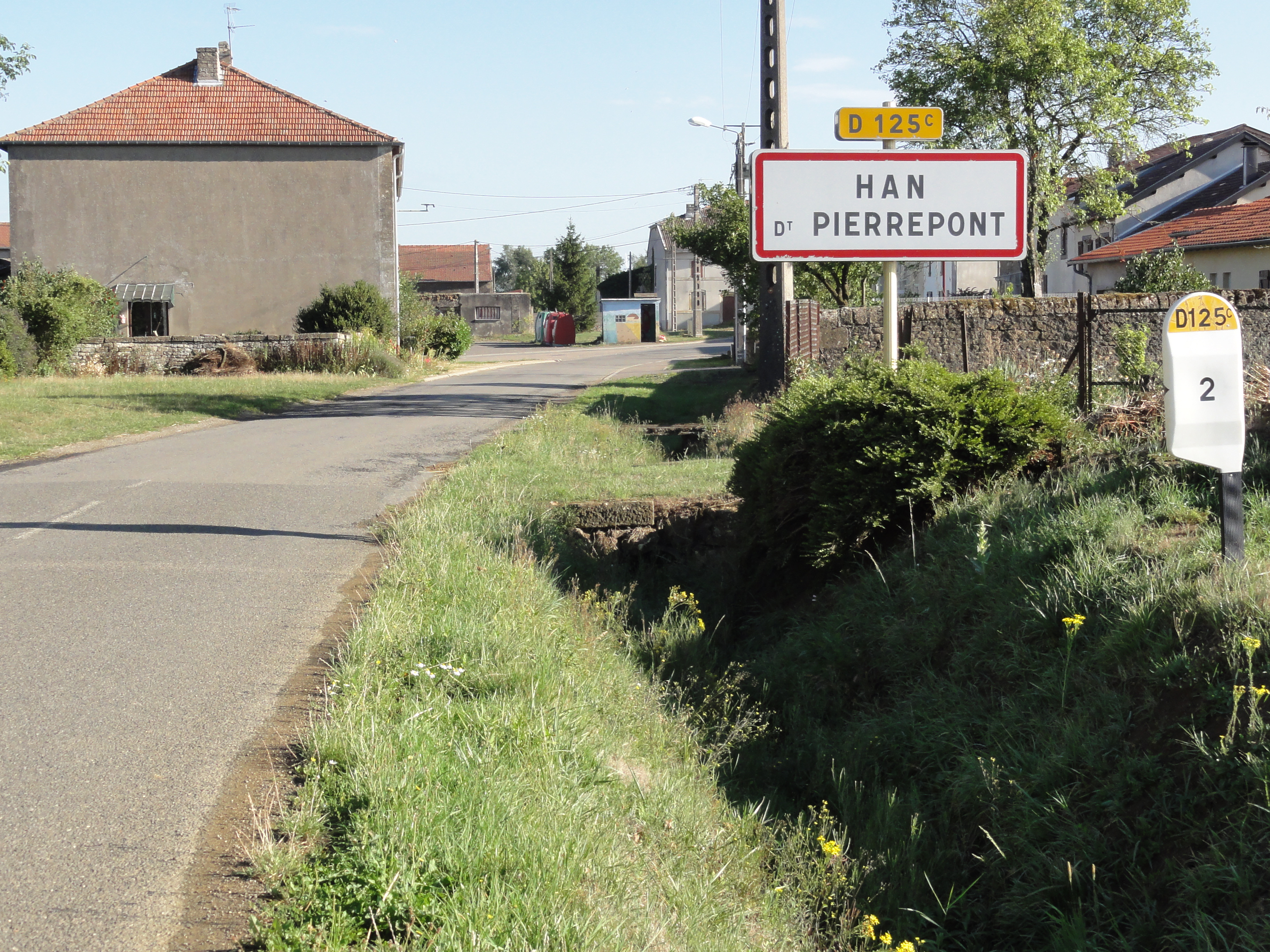
Entrée de Han-devant-Pierrepont.
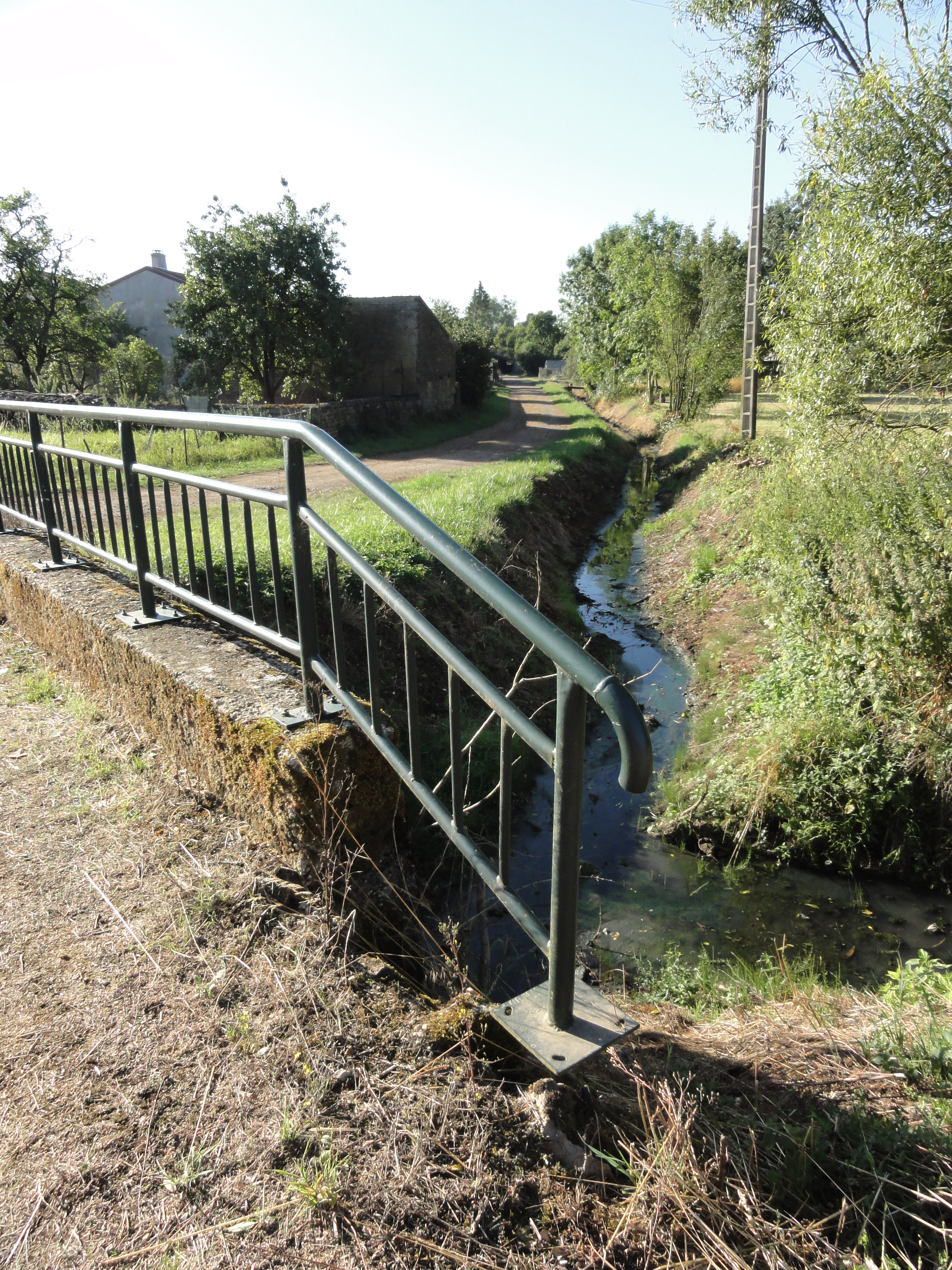
Ruisseau du Puits-Saint-Pierre.

| Arrancy-sur-Crusne Meuse  | Pierrepont            | Boismont     |
|                           | Han-devant-Pierrepont |              |
| Saint-Pierrevillers Meuse | Saint-Supplet         | Mercy-le-Bas |

### Hydrographie

#### Réseau hydrographique
La commune est dans le bassin versant de la Meuse au sein du bassin Rhin-Meuse. Elle est drainée par le ruisseau du Puits St Pierre et le ruisseau la Pienne,.

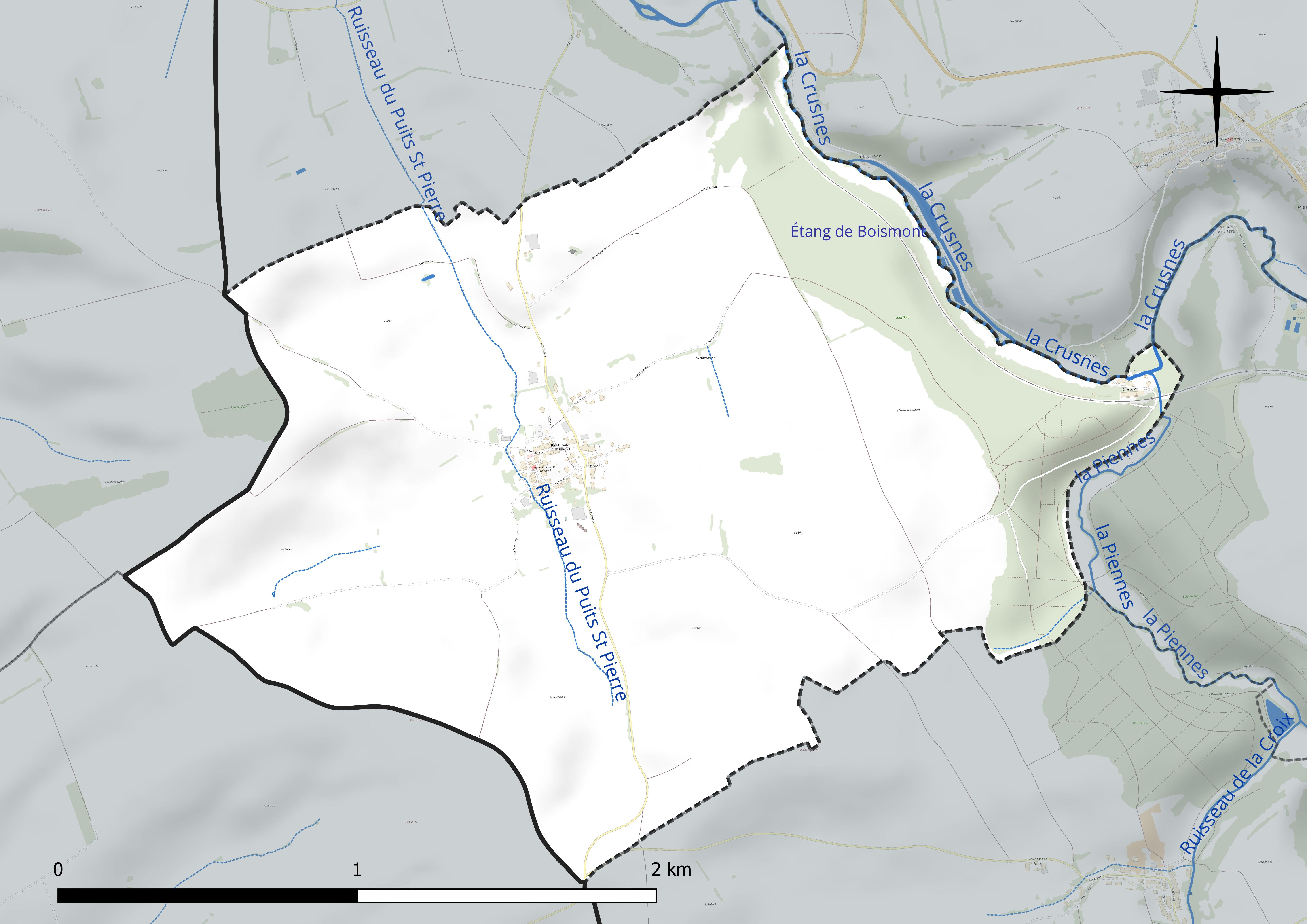
Réseau hydrographique de Han-devant-Pierrepont.

#### Gestion et qualité des eaux
Le territoire communal est couvert par le schéma d'aménagement et de gestion des eaux (SAGE) « Bassin ferrifère ». Ce document de planification concerne le périmètre des anciennes galeries des mines de fer, des aquifères et des bassins versants hydrographiques associés qui s’étend sur 2 418 km2. Les bassins versants concernés sont celui de la Chiers en amont de la confluence avec l'Othain, et ses affluents (la Crusnes, la Pienne, l'Othain), celui de l'Orne et ses affluents et celui de la Fensch, le Veymerange, la Kiesel et les parties françaises du bassin versant de l'Alzette et de ses affluents (Kaylbach, ruisseau de Volmerange). Il a été approuvé le 27 mars 2015. La structure porteuse de l'élaboration et de la mise en œuvre est la région Grand Est. 
La qualité des cours d’eau peut être consultée sur un site dédié géré par les agences de l’eau et l’Agence française pour la biodiversité. 

### Climat
Pour des articles plus généraux, voir Climat du Grand Est et Climat de Meurthe-et-Moselle.
En 2010, le climat de la commune est de type climat de montagne, selon une étude du Centre national de la recherche scientifique s'appuyant sur une série de données couvrant la période 1971-2000. En 2020, Météo-France publie une typologie des climats de la France métropolitaine dans laquelle la commune est dans une zone de transition entre le climat océanique altéré et le climat océanique altéré et est dans la région climatique  Lorraine, plateau de Langres, Morvan, caractérisée par un hiver rude (1,5 °C), des vents modérés et des brouillards fréquents en automne et hiver. 
Pour la période 1971-2000, la température annuelle moyenne est de 9,4 °C, avec une amplitude thermique annuelle de 16,3 °C. Le cumul annuel moyen de précipitations est de 929 mm, avec 13,7 jours de précipitations en janvier et 9,4 jours en juillet. Pour la période 1991-2020, la température moyenne annuelle observée sur la station météorologique de Météo-France la plus proche, « Villette », sur la commune de Villette à 14 km à vol d'oiseau, est de 10,1 °C et le cumul annuel moyen de précipitations est de 909,4 mm. 
La température maximale relevée sur cette station est de 39 °C, atteinte le 25 juillet 2019 ; la température minimale est de −14,8 °C, atteinte le 20 décembre 2009,,. 
Les paramètres climatiques de la commune ont été estimés pour le milieu du siècle (2041-2070) selon différents scénarios d'émission de gaz à effet de serre à partir des nouvelles projections climatiques de référence DRIAS-2020. Ils sont consultables sur un site dédié publié par Météo-France en novembre 2022.

## Urbanisme

### Typologie
Au 1er janvier 2024, Han-devant-Pierrepont est catégorisée commune rurale à habitat dispersé, selon la nouvelle grille communale de densité à sept niveaux définie par l'Insee en 2022.
Elle est située hors unité urbaine. Par ailleurs la commune fait partie de l'aire d'attraction de Longwy, dont elle est une commune de la couronne,. Cette aire, qui regroupe 23 communes, est catégorisée dans les aires de moins de 50 000 habitants,.

### Occupation des sols
L'occupation des sols de la commune, telle qu'elle ressort de la base de données européenne d’occupation biophysique des sols Corine Land Cover (CLC), est marquée par l'importance des territoires agricoles (83,9 % en 2018), une proportion identique à celle de 1990 (83,9 %). La répartition détaillée en 2018 est la suivante : 
terres arables (58,1 %), prairies (25,9 %), forêts (14,5 %), milieux à végétation arbustive et/ou herbacée (1,6 %). L'évolution de l’occupation des sols de la commune et de ses infrastructures peut être observée sur les différentes représentations cartographiques du territoire : la carte de Cassini (XVIIIe siècle), la carte d'état-major (1820-1866) et les cartes ou photos aériennes de l'IGN pour la période actuelle (1950 à aujourd'hui).

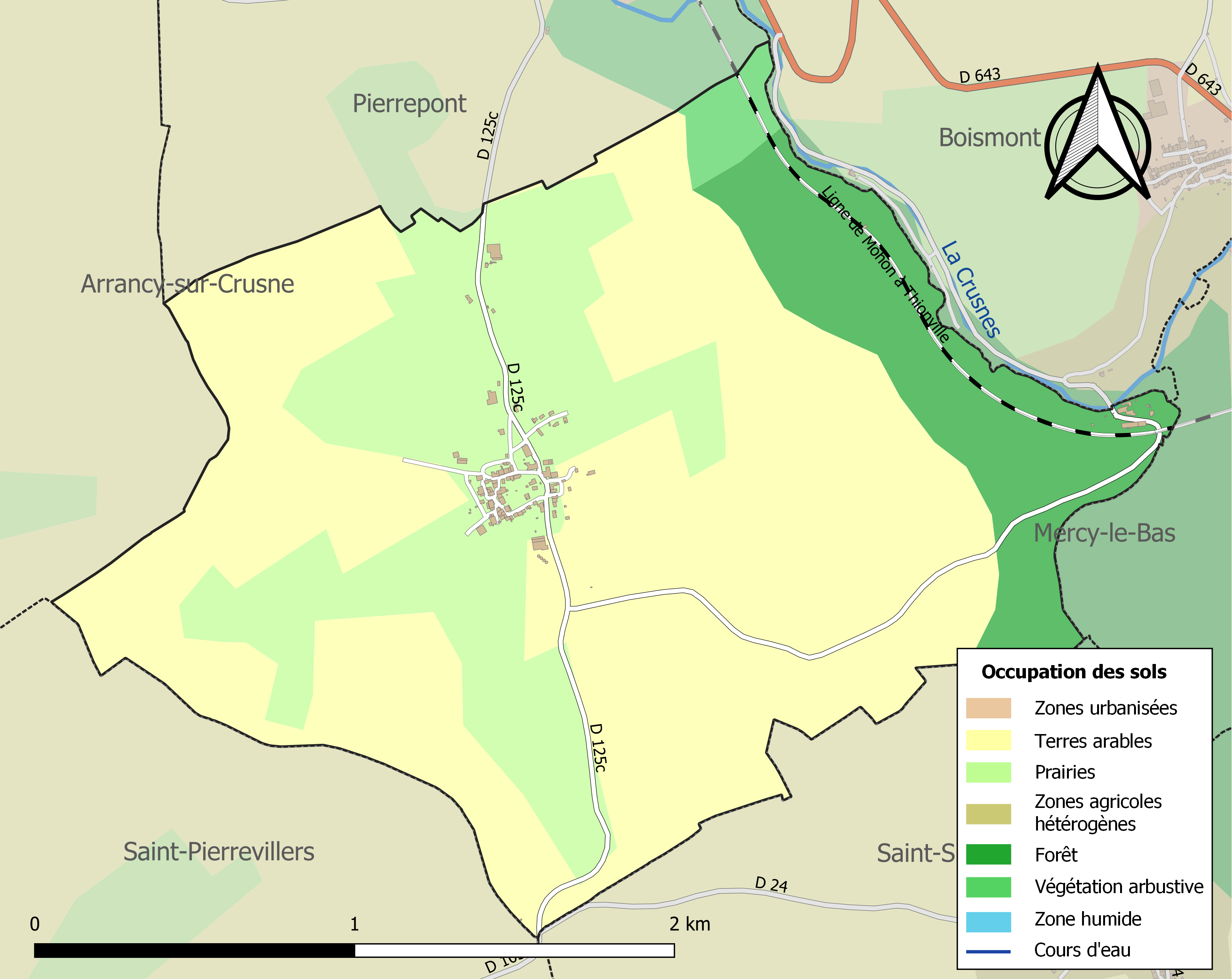
Carte des infrastructures et de l'occupation des sols de la commune en 2018 (CLC).

## Toponymie
La commune de Han-Devant-Pierrepont, faisait précédemment partie du département de la Meuse.
Le nom de la localité est attesté sous les formes Han (1656) ; Hamnus, Han-devant-Saint-Piermont (1749.

« Ham » ou « han » désigne un bourg ou un gros village et proviendrait du germanique « haim » (qui donne « heim », le foyer, en allemand) et « hameau » en français.
Han est au Sud, devant Pierrepont.

## Histoire
- Anciennement rattaché au diocèse de Trèves, dans le bailliage d'Étain puis Longuyon.
- Charte d'affranchissement en 1315 par Érard, sire de Pierrepont.
- Par le décret no 96-709 du 7 août 1996 prenant effet au 1er janvier 1997[18], la commune de Han-Devant-Pierrepont, faisant précédemment partie du département de la Meuse, arrondissement de Verdun, canton de Spincourt, a été rattachée au département de Meurthe-et-Moselle, arrondissement de Briey, canton de Longuyon.
Par voie de conséquence, les limites territoriales des départements de la Meuse et de Meurthe-et-Moselle ainsi que celles des arrondissements de Verdun et de Briey et des cantons de Spincourt et de Longuyon, ont été modifiées. Cette mesure s'explique par les complications administratives que provoquait la position géographique du village, qui faisait que certains services dépendaient du département de la Meuse (car scolaire, plaque d'immatriculation) et d'autres de la Meurthe-et-Moselle (code postal, électricité, téléphone)[15].

## Politique et administration
| Période                                  | Période                      | Identité        | Étiquette | Qualité |
| ---------------------------------------- | ---------------------------- | --------------- | --------- | ------- |
| Les données manquantes sont à compléter. |                              |                 |           |         |
| Décembre 1986                            | mars 2008                    | Pierre Jacques  |           |         |
| mars 2008                                | Juin 2020                    | Christian Pétri |           |         |
| Juin 2020                                | En cours (au 19février 2020) | Jérémy Thomas   |           |         |

## Population et société

### Démographie
L'évolution du nombre d'habitants est connue à travers les recensements de la population effectués dans la commune depuis 1793. Pour les communes de moins de 10 000 habitants, une enquête de recensement portant sur toute la population est réalisée tous les cinq ans, les populations de référence des années intermédiaires étant quant à elles estimées par interpolation ou extrapolation. Pour la commune, le premier recensement exhaustif entrant dans le cadre du nouveau dispositif a été réalisé en 2008.

En 2022, la commune comptait 146 habitants, en évolution de −5,19 % par rapport à 2016 (Meurthe-et-Moselle : −0,13 %, France hors Mayotte : +2,11 %).
| 1793 | 1800 | 1806 | 1821 | 1831 | 1836 | 1841 | 1846 | 1851 |
| ---- | ---- | ---- | ---- | ---- | ---- | ---- | ---- | ---- |
| 160  | 187  | 186  | 218  | 219  | 214  | 219  | 195  | 226  |

| 1856 | 1861 | 1866 | 1872 | 1876 | 1881 | 1886 | 1891 | 1896 |
| ---- | ---- | ---- | ---- | ---- | ---- | ---- | ---- | ---- |
| 255  | 239  | 240  | 226  | 240  | 229  | 253  | 239  | 237  |

| 1901 | 1906 | 1911 | 1921 | 1926 | 1931 | 1936 | 1946 | 1954 |
| ---- | ---- | ---- | ---- | ---- | ---- | ---- | ---- | ---- |
| 212  | 208  | 202  | 179  | 174  | 171  | 178  | 155  | 168  |

| 1962 | 1968 | 1975 | 1982 | 1990 | 1999 | 2006 | 2008 | 2013 |
| ---- | ---- | ---- | ---- | ---- | ---- | ---- | ---- | ---- |
| 169  | 141  | 105  | 118  | 121  | 115  | 127  | 130  | 151  |

| 2018 | 2022 | - | - | - | - | - | - | - |
| ---- | ---- | - | - | - | - | - | - | - |
| 149  | 146  | - | - | - | - | - | - | - |

## Culture locale et patrimoine

### Lieux et monuments

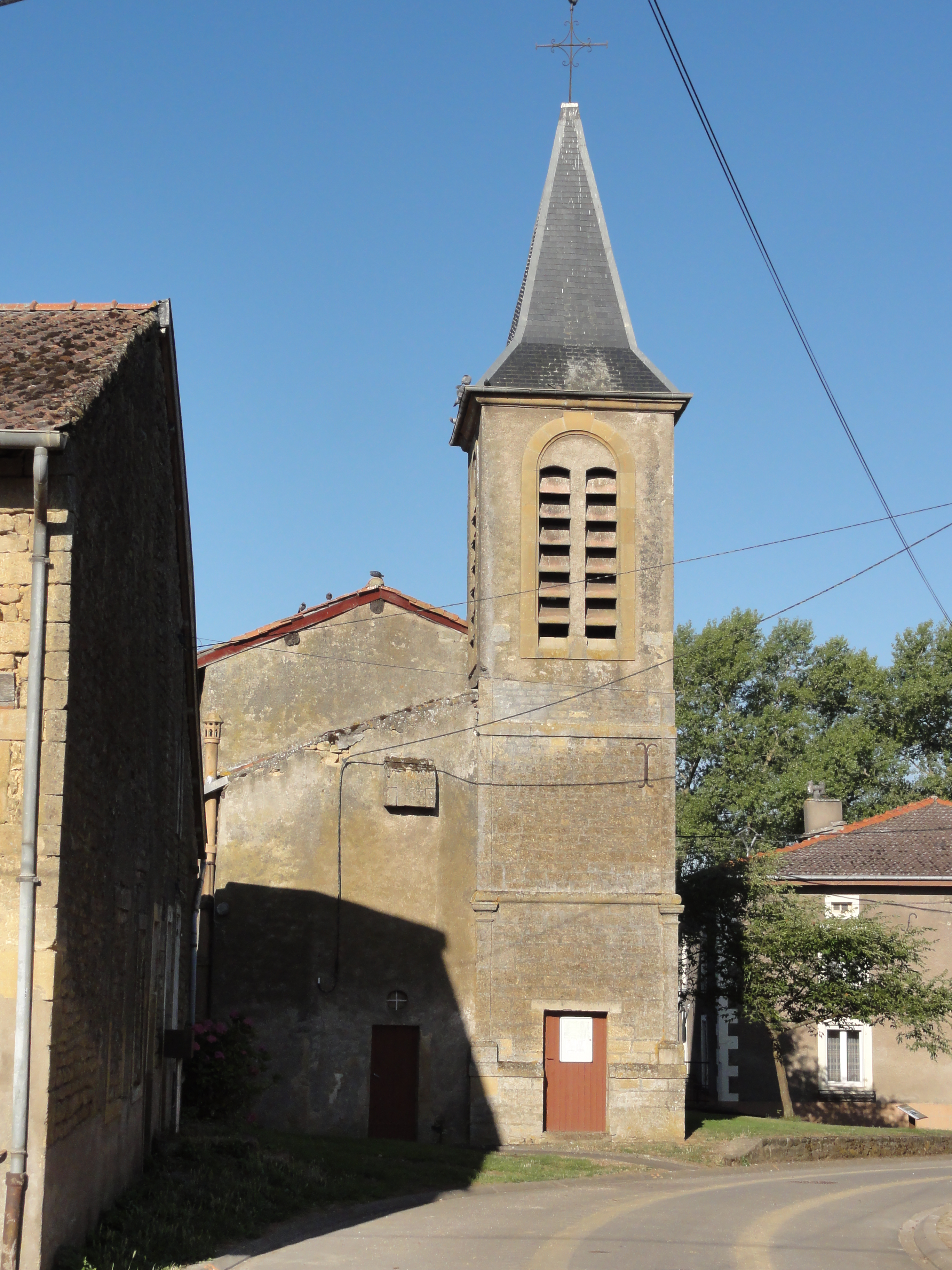
Église Saint-Pierre-et-Paul.

- Église Saint-Pierre-et-Paul de Han-devant-Pierrepont, 1933, totalement réparée car détruite pendant la Première Guerre mondiale, sur les vestiges de l'ancienne église XIIe – XVIIIe siècles.
- Écart : Charpont, ancien moulin sur la Crusne.

### Héraldique
| Blason de Han-devant-Pierrepont | Blason  | Blasonnement : parti d’argent à une anille de sable au chef échiqueté de deux tires d’argent et de sable ; et d’azur à la bande d’or. |
| Blason de Han-devant-Pierrepont | Détails | Création Dominique Larcher. Adopté le 22 octobre 2010.                                                                                |